# Fernando Miranda Pérez
Fernando Miranda Pérez (José Batlle y Ordóñez, Lavalleja, 5 de julio de 1919 -  desaparecido el 30 de noviembre de 1975) fue un escribano y profesor universitario uruguayo, detenido desaparecido durante la dictadura cívico-militar uruguaya.

## Biografía
Fue escribano y profesor de Derecho Civil en la Facultad de Derecho. Militante del Partido Comunista (PCU) y del Frente Amplio (FA). En 1971 fue elegido como edil por la lista 1001 del Frente Amplio (FA). Asimismo militó en la comisión directiva de la Asociación de Escribanos del Uruguay.

### Desaparición
Fue detenido en el marco de la Operación Morgan por el Órgano Coordinador de Operaciones Antisubversivas (OCOA) dependiente de la División del Ejército I (DEI) el 30 de noviembre de 1975 y trasladado al centro clandestino de detención y tortura 300 Carlos, ubicado en los fondos del Batallón de Infantería N° 13 (Bn. I. N°13).

### Hallazgo de restos e identificación
Sus restos fueron hallados por el Grupo de Investigación en Antropología Forense (GIAF) de la Facultad de Humanidades y Ciencias de la Educación (Universidad de la República) el 2 de diciembre de 2005, en el predio del Batallón de Infantería N° 13, e identificado por análisis de ADN el 1 de diciembre de 2006.

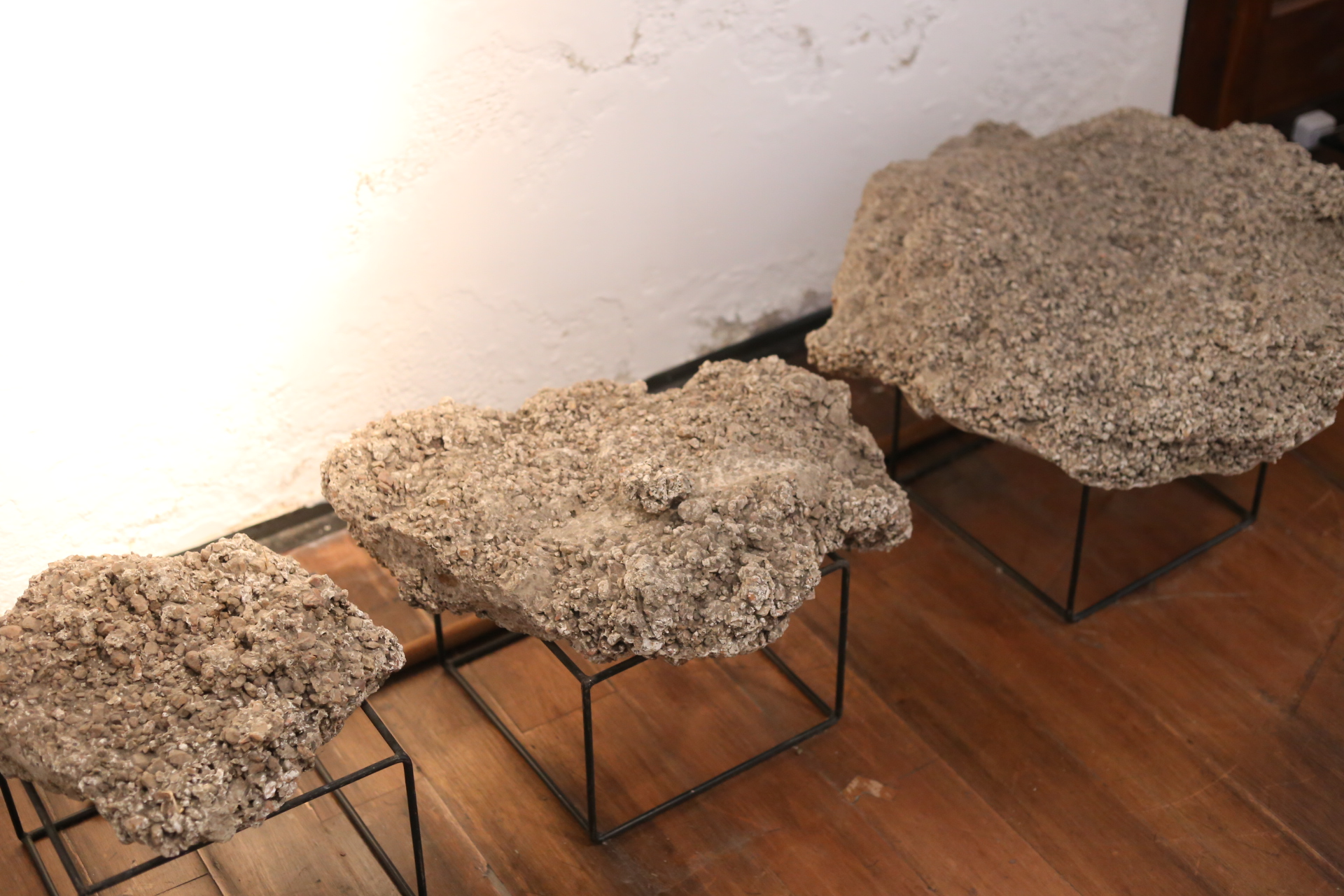
Trozos del hormigón que escondían sus restos.